# Minjo
El minjo (en valenciano: minxo), mincho (mintxo) o torta de maíz (coca de dacsa) es una pasta hecha de harina de maíz o de trigo mezclado con agua y aceite. Hay diferentes maneras de cocinarlo: en el horno o en la paleta, y también varían los ingredientes con los que se acompaña según la zona. En Altea y otros lugares, al minjo se le llama bollo. Es parecido a la torta de maíz de la Safor, pero en el minjo se cocina junto la pasta y la rellena.
El minjo al horno tiene dos modalidades: rellenado (farcit) o destapado (destapat). El minjo relleno es una coca de dos tapas que se puede rellenar de tomate, huevos, cebolla, atún o gambas, con muchas combinaciones posibles. El minjo destapado en el horno es típico de Callosa de Ensarriá y el Valle de Guadalest. La pasta se hace muy fina y alargada y se dejan caer los ingredientes por encima. Lleva embutido, tomate en salmuera, sardinas y pimiento, y se come con las manos, arrancando pedazos de la pasta cocida al horno.
El minjo a la paleta se hace sobre unas planchas de hierro y mango largo llamadas paletas. Normalmente se colocan espinacas, acelgas y molletes de atún de sorra o melva en medio de dos coquitas. También se hacen con diente de león y sangacho. El conjunto se cuece a la paleta, y el resultado es una torta redonda rellena.
En el Diccionario general valenciano-castellano (1891), Joaquín Martí Gadea define minjo como «Especie de torta ó rollo de maíz, que se hace en algunas comarcas de nuestro reino». Minjo es un nombre alternativo en valenciano para el mijo, pero se cree que el término deriva de menjar (‘comer’ en valenciano).